# TV Mainfranken
TV Mainfranken, kurz TVM (Eigenschreibweise tvm), (vormals TV Touring, Eigenschreibweise TV touring) ist ein privater bayerischer Regionalfernsehsender für die Region Unterfranken mit einer Reichweite von bis zu 350.000 Zuschauern.

## Entstehung

Ehemaliges Logo

TV Touring war einer der ersten privaten, regionalen Fernsehsender in Bayern. Gegründet wurde die TV-Station 1987. Im Februar 1988 ging TV Touring erstmals in Würzburg auf Sendung. Bereits 1990 expandierte das Unternehmen und ging auch in den Standort Schweinfurt mit eigenem Programm auf Sendung. Seit 2006 ist ein regionales Nachrichtenportal unter www.tvmainfranken.de Teil des Angebots. Das Unternehmen umfasst mittlerweile auch eine eigene Werbeagentur, Mainfranken Media. Seit Dezember 2017 heißt der Sender TV Mainfranken.

## Programm
In Mainfranken aktuell, einem 30-minütigem Nachrichtenmagazin, werden aktuelle Themen der Region präsentiert. Zusätzlich werden über die sogenannten „special interest“ Programme Informationen zu den Themenbereichen Sport, Menschen, Gesundheit, Talk, News und Wirtschaft angeboten, oftmals mit regionalem Bezug.

## Empfang
- via Kabel: Über Kabel wird täglich 24 Stunden im Lokalkanal 9 und von 18:00 – 18:30 Uhr auf der Frequenz von RTL gesendet.
- via Digital-Satellit (manuelle Suche): Transponder 1.049 (10.714 MHz) Astra 1KR Network ID: 1 Transport Stream ID (TSID): 1049 Modulation: DVB-S2 8-PSK Polarisation: Horizontal Symbolrate: 22000MSym/s FEC 2/3
- via IPTV: im Angebot von Telekom Entertain auf Kanal 439
- via Live-Stream: online auf www.tvmainfranken.de

## Auszeichnungen
Bis 2010 wurden acht Beiträge oder Formate des damaligen TV touring mit dem Fernsehpreis der BLM (Bayerische Landeszentrale für neue Medien) ausgezeichnet.